# Architektura Lehnice
Lehnice je město v jihozápadním Polsku. Velká část historického jádra se nezachovala v důsledku vypálení Rudou armádou v květnu 1945 a následujících rozsáhlých demolic v 60. letech 20. století.

## Charakter budov v jednotlivých čtvrtích

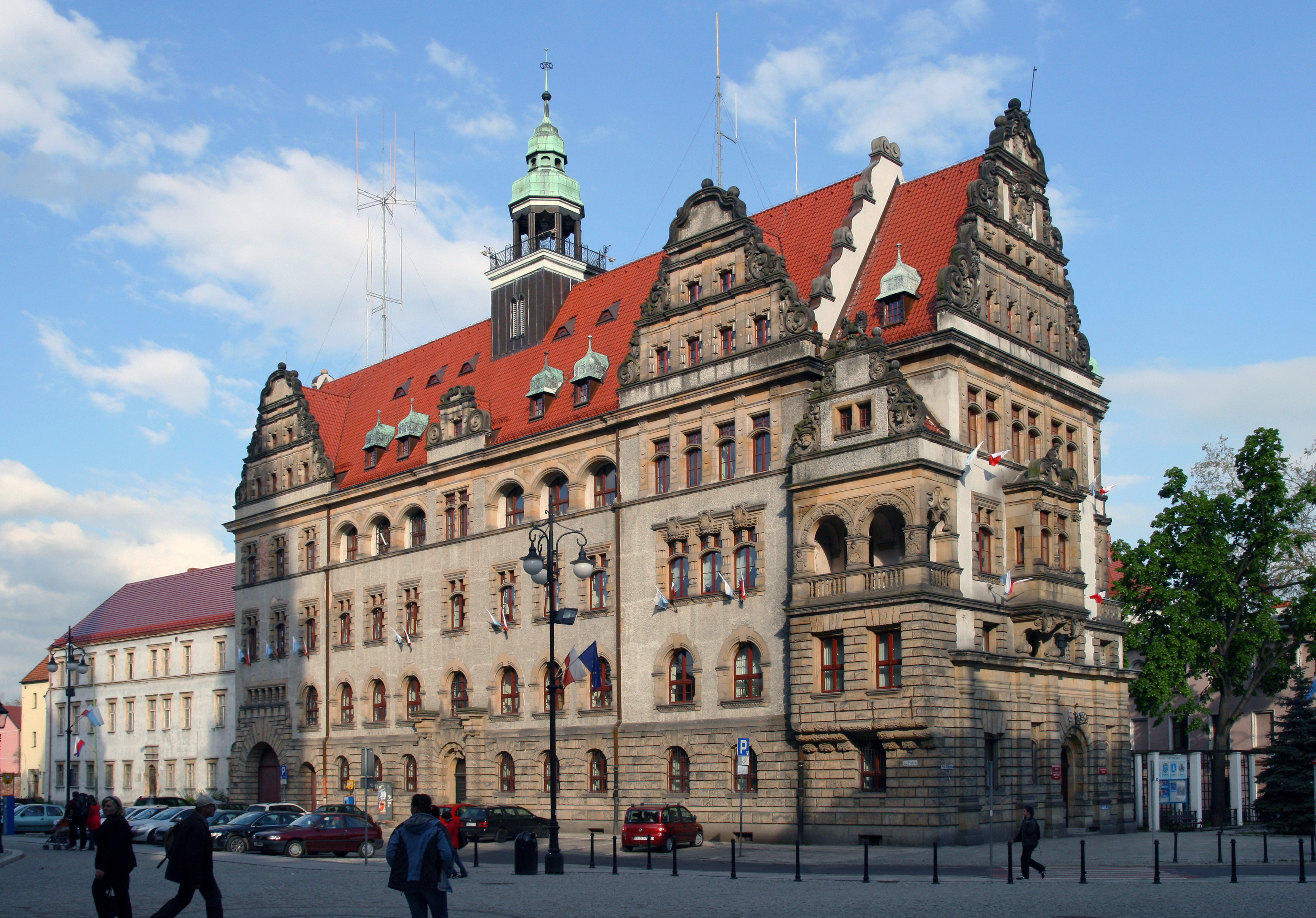
Nová radnice

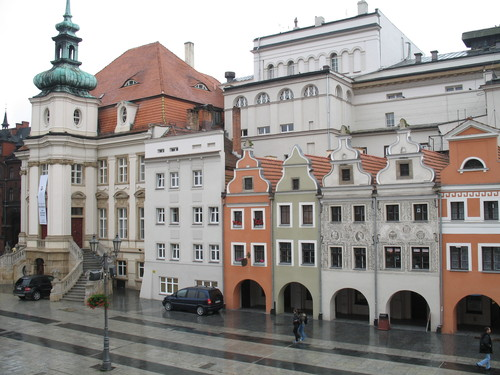
Činžovní domy „Sleďovky“ na hlavním náměstí

Oblast přesného centra města, zničená přes staletí mnohými požáry, byla v 60. a 70. letech 20. století částečně pokrytá panelovými budovy a proto v současné době není architektonicky jednotná. Na tomto terénu se nacházejí zároveň středověké budovy (Hrad Piastů, katedrála, kostel Panny Marie, památní věže pocházející z části hradeb), renesanční (fragmenty hradu, nájemní domy tzv. „Sleďovky“, dům U křepelčího koše, Scultetův dům), barokní (Rytířská Akademie, kostel sv. Jana, bývalé kostel sv. Maurice, kurie opatů Lubiążů, Stará radnice), stejně jako ukázky neoklasické architektury (budova bývalého „Empiku“ na Tržním náměstí (Rynku)), novobarokní (budovy Střední školy č. 1, banka na Klášterním náměstí (pl. Klasztorny)), a konečně také i moderní budovy a starší budovy – činžovní domy postavené do začátku 20. století.

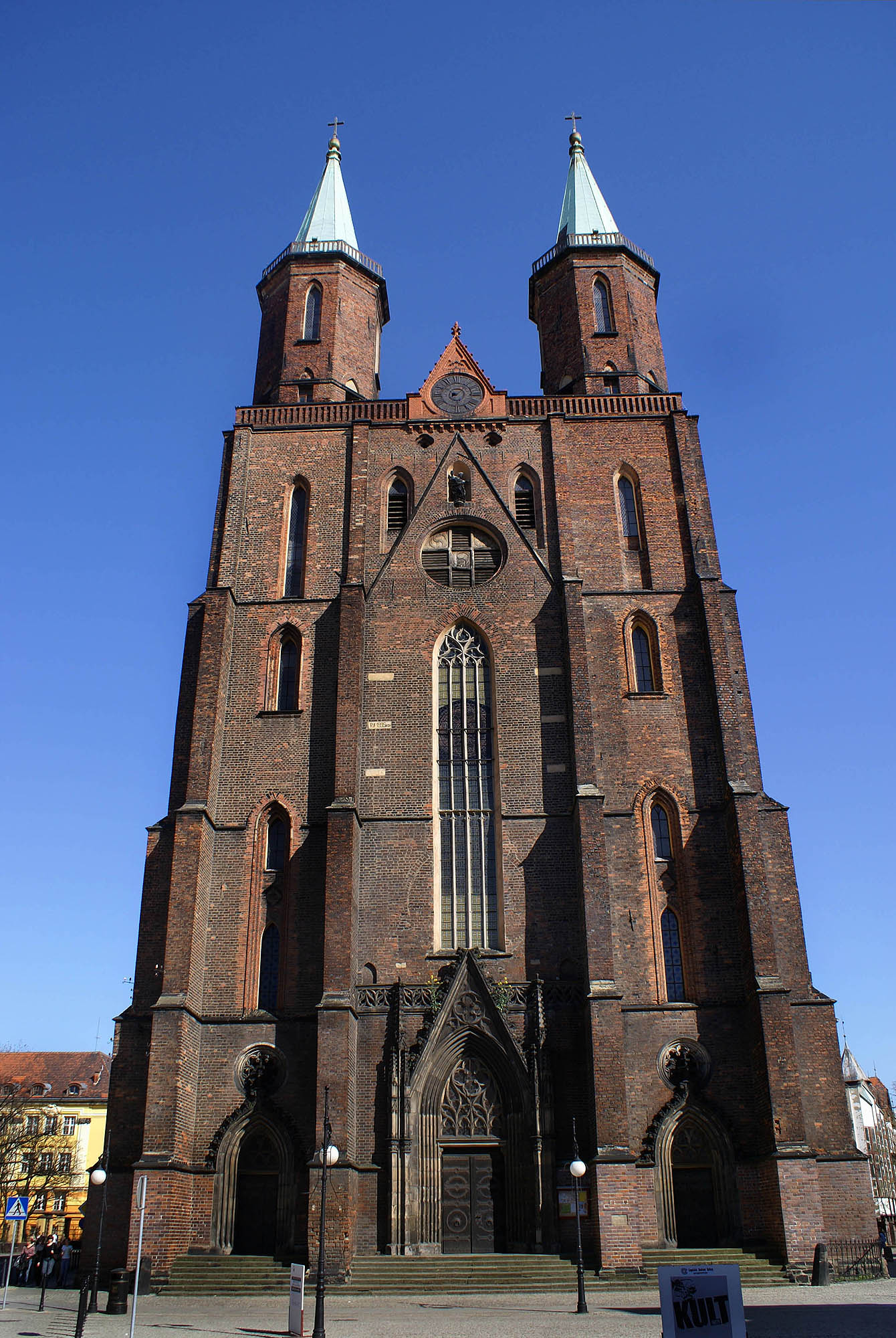
Kostel Panny Marie

Víc jednotné jsou čtvrtě bezprostředně přiléhající ke středověkému centru – v jižním Tarninově převládají eklektické budovy s prvky modernismu a secese. V jižní části okresu dominují nájemní domy.

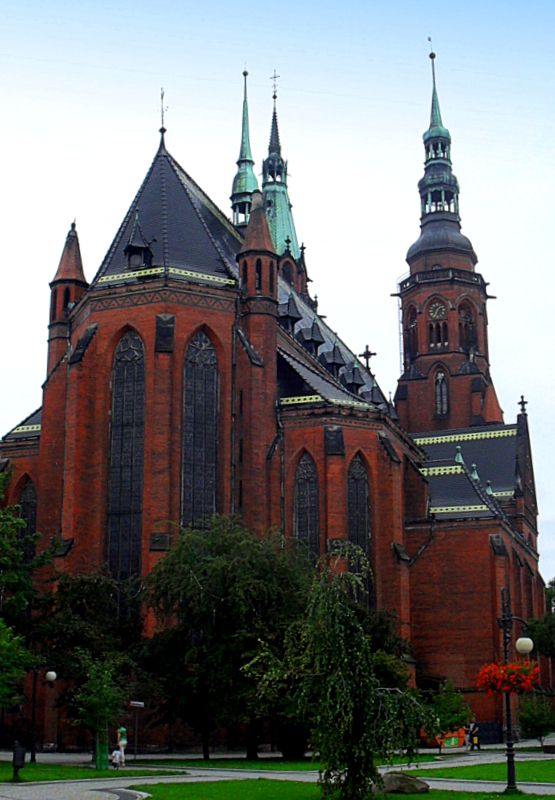
Katedrála svatých apoštolů Petra a Pavla

Západní čtvrť Fabryczna obsahuje továrny a dělnické domy z 19. století, stejně jako východní čtvrť Kartuzy, a také částečně na severu a jihovýchodě čtvrť s nájemními domy. Ve čtvrtí Ochota (na jihovýchodě; od městského parku do čtvrti Tarninów) se také nacházejí nájemní domy ze začátku 20. století.
Rodinná sídliště – čtvrť Piekary Velké s prvky řadových domů (západ), Staré Piekary (severovýchod), čtvrť Przedmieście Głogowskie (sever) a část sídliště Sienkiewicza (jih), Przybków (jih), Nowe sídliště (jih) a část sídliště Białe Sady ze 20. let 20. století – jsou typickými příklady realizace koncepce města-zahrady. Příklady rodinných domů postavených v současnosti (v 19. století) jsou: Americké sídliště (západ), sídliště Sienkiewicza (jih), sídliště W Alejach (jihovýchod). Domy postavené ve druhé polovině 19. století jsou: Białe Sady (jihozápad), severní část čtvrtí Bielany a severní část sídliště Sienkiewicza - jsou pozůstatky ideji výstavby levných rodinných domů.
Vícerodinné domy v okolí ulic Działkowa, Chojnowska a Marynarska, Asnyka a Złotoryjska (sídliště Asnyka), Gliwicka (Czarny Dwór) a al. Rzeczpospolitej (Bielany) jsou příklady modernistických budov. Příkladem panelové zástavby v technologii Fadom jsou východní sídliště z přelomu 80. a 90. let 20. století: sídliště Kopernika, sídliště Piekary, a také západní sídliště Asnyka, Zosinek a okolí ulic Drzymały a Piątnicka. Budovy v blízkosti ulic Myrka a Myśliwca, Słubicka, Poznańska, Chocianowska a Lasek Złotoryjski jsou bývalé kasárenské komplexy vojsk Wehrmachtu a následně Severního armádního uskupení Sovětské armády, současně přizpůsobené na moderní byty. Mezi nimi jsou také jednotlivé panelové domy postavené polskými společnostmi výměnou za dříve obsazené budovy v centru města (západní část sídliště Zosinek postavená v panelové technologií „Wrocławska Wielka Płyta“, budovy v ulicích Bydgoska, Chojnowska, Marcinkowskiego, Wybickiego a Kościuszki na Tarninově), a také budovy sestavené z prvků přivezených ze SSSR (budovy typu „Leningrad“).